# Limmattalbahn SA

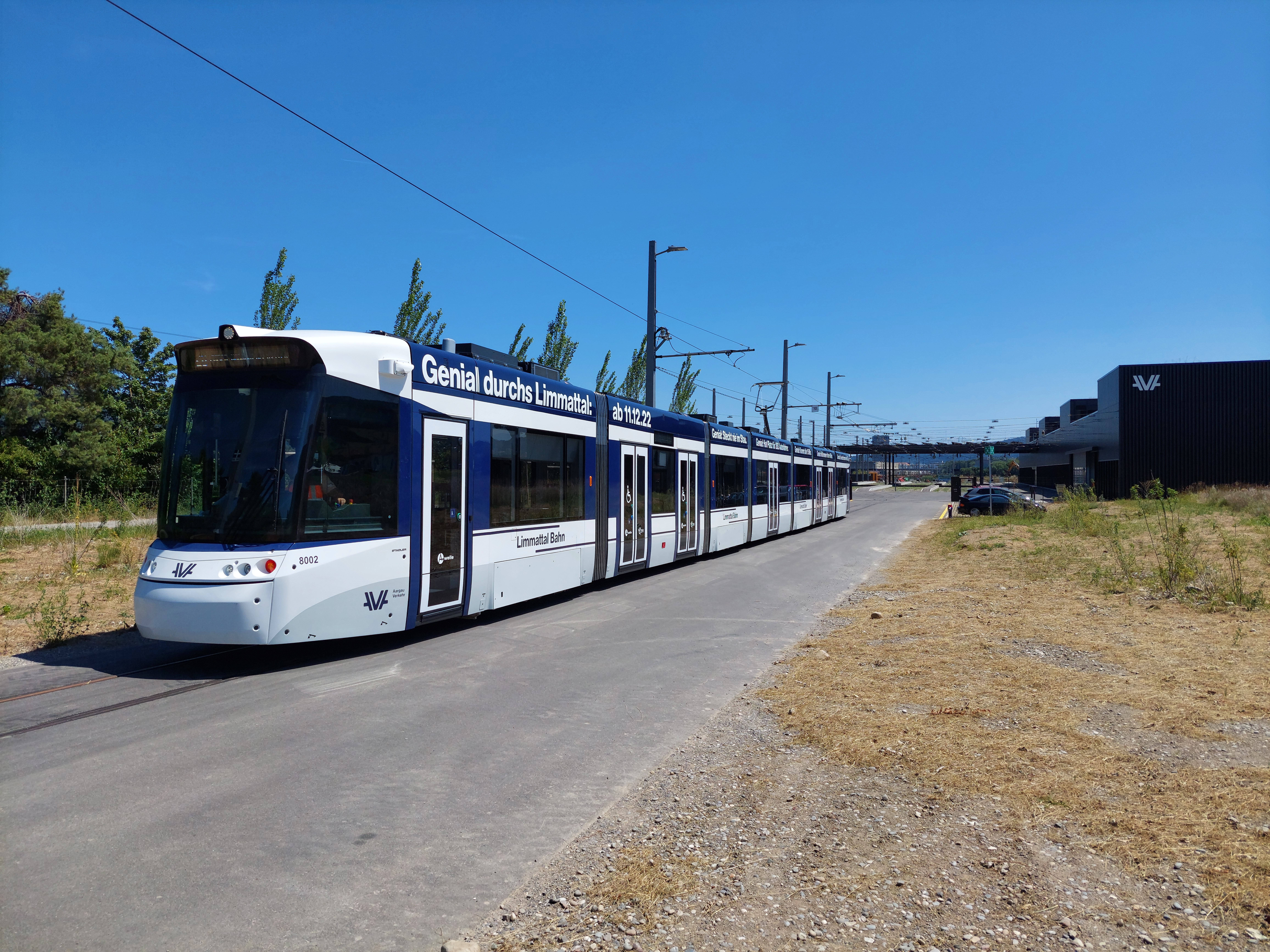
Stadler Tramlink à proximité du dépôt Müsli (juillet 2022)

La société Limmattalbahn (Chemin de fer de la vallée de la Limmatt) est une compagnie fondée 2010 par le Canton d'Argovie et le Canton de Zurich pour planifier et mettre en œuvre l’infrastructure de la ligne de tramway à voie métrique entre le quartier de la ville de Zurich, Altstetten et Killwangen dans le canton d'Argovie. Cette ligne d'une longueur totale de 13,4 km, dessert 27 arrêts en passant par Farbhof, Schlieren, Urdof, Dietikon et Spreitenbach.
La ligne no 2 du Tram de Zurich circulait sur le tronçon Farbhof - Schlieren, mis en circulation le 30 août 2019. Désormais, la nouvelle ligne 20 circulant entre la gare de Altstetten et la gare de Killwangen-Spreitenbach a été ouverte. L’inauguration officielle a eu lieu le 9 décembre 2022 et l’intégration dans l’horaire a eu lieu le 11 décembre 2022, date du changement d’horaire à l’échelle suisse. La ligne est exploitée par la Compagnie Aargau Verkehr,.

## Historique
La vallée de la Limmatt est un axe important entre la ville de Zurich et le canton d'Argovie. Une première liaison par chemin de fer le Spanisch-Brötli-Bahn fut mis en service en 1947, entre Zurich et Baden.
Dès 1900, une ligne de tramway (LSB : Limmattal-Strassenbahn) desservait la région mais elle fut fermée par étape entre 1928 et 1955, remplacée par des bus. Les routes de la vallée sont actuellement utilisées en pleine capacité ce qui entraîne bouchons et retards pour les transports publics.
Pour y remédier, les cantons de Zurich et d'Argovie ont en 2000 et 2007 planifié cette nouvelle ligne de tram dont la construction se déroule en trois phases.

## Construction et Développement

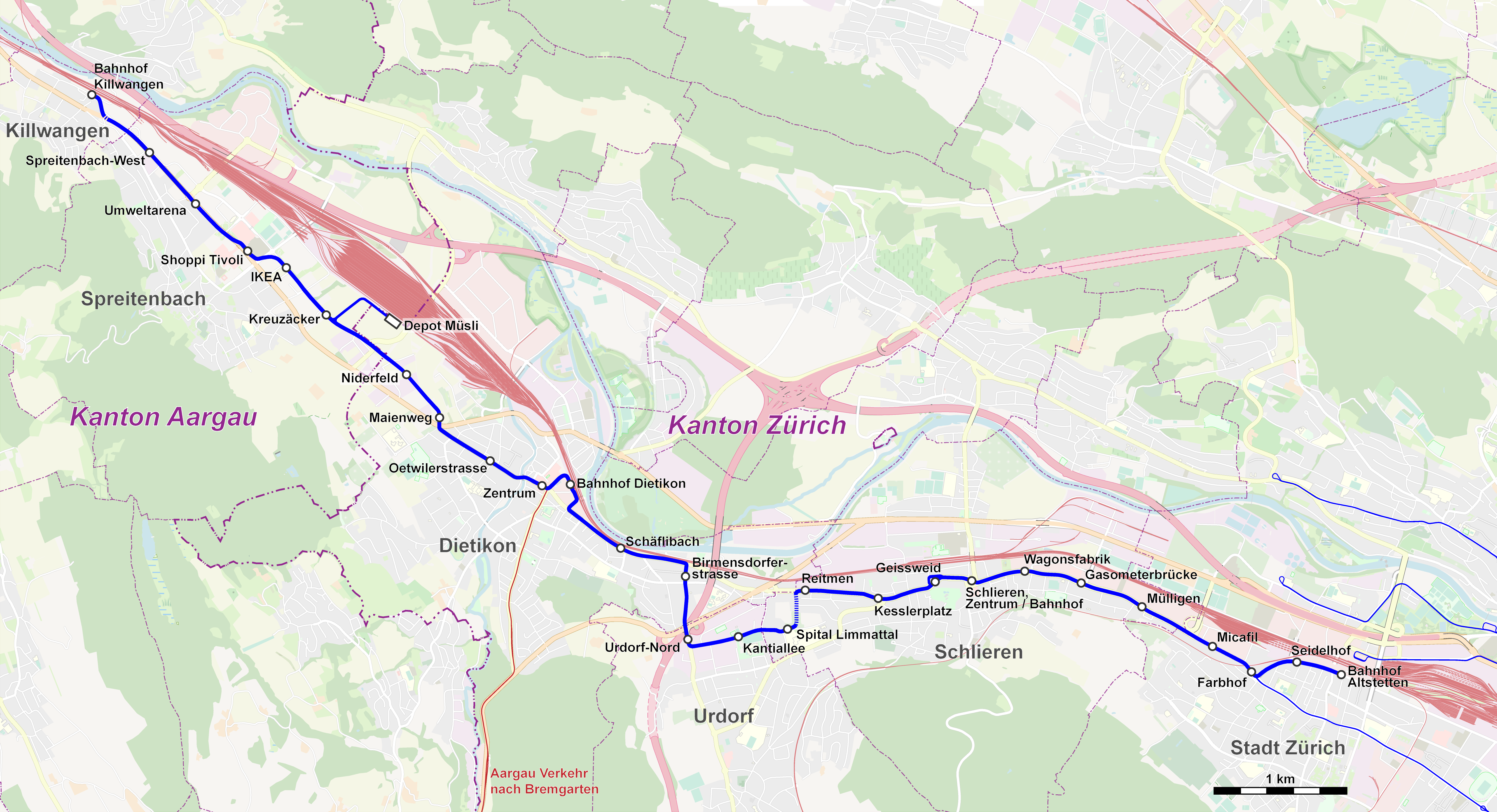
Plan de la ligne

Un premier référendum organisé par les opposants a été rejeté par la population et les premiers travaux de la première phase ont débuté en août 2017 et mise en service le septembre 2019 de 3 km entre Farbhof et Schlieren Geissweld. Le deuxième référendum pour stopper la phase deux a également été rejeté et les travaux vers Killwangen-Spreitenbach peuvent continuer.
Une consultation publique portant sur la troisième étape Killwangen-Spreitenbach et Baden a remporté une approbation générale.
La ligne est à double voie avec le 90% en site propre. Elle est électrifiée en tension de 600 V courant continu pour une compatibilité avec les Tramways de Zurich entre Altstetten et Schlieren, le reste de la ligne est électrifié en tension de 1 200V courant continu, compatible avec la ligne Aargau Verkehr (successeur de BDWM Transport) Bremgarten - Dietikon.
L'ouverture de cette nouvelle ligne est prévue pour 11 décembre 2022 et portera le numéro S20 du réseau Zurichois. L'autorisation d'exploitation a été délivré par L'Office fédéral des transports (OFT) à Berne, le démarrage de l'exploitation peut se faire le 11 décembre 2022 et la ligne de la vallée de la Limmat reliera les communes de Zurich-Altstetten, Schlieren, Urdorf, Dietikon, Spreitbach et Killwangen

### Dépôt de Müsli
L'Office fédéral des transports a accordé en 2020 l'autorisation pour la construction du dépôt des tramways au lieu-dit Müsli à Dietikon, construction devisé à 40 millions de francs, avec des voies de stationnement, un bâtiment pour les ateliers d'entretien, de lavage ainsi que des locaux d'exploitation.
Le 5 mai 2022, la compagnie Aargau Verkehr a pris possession de ce nouveau dépôt, de 140 mètres de long.

## Matériel roulant

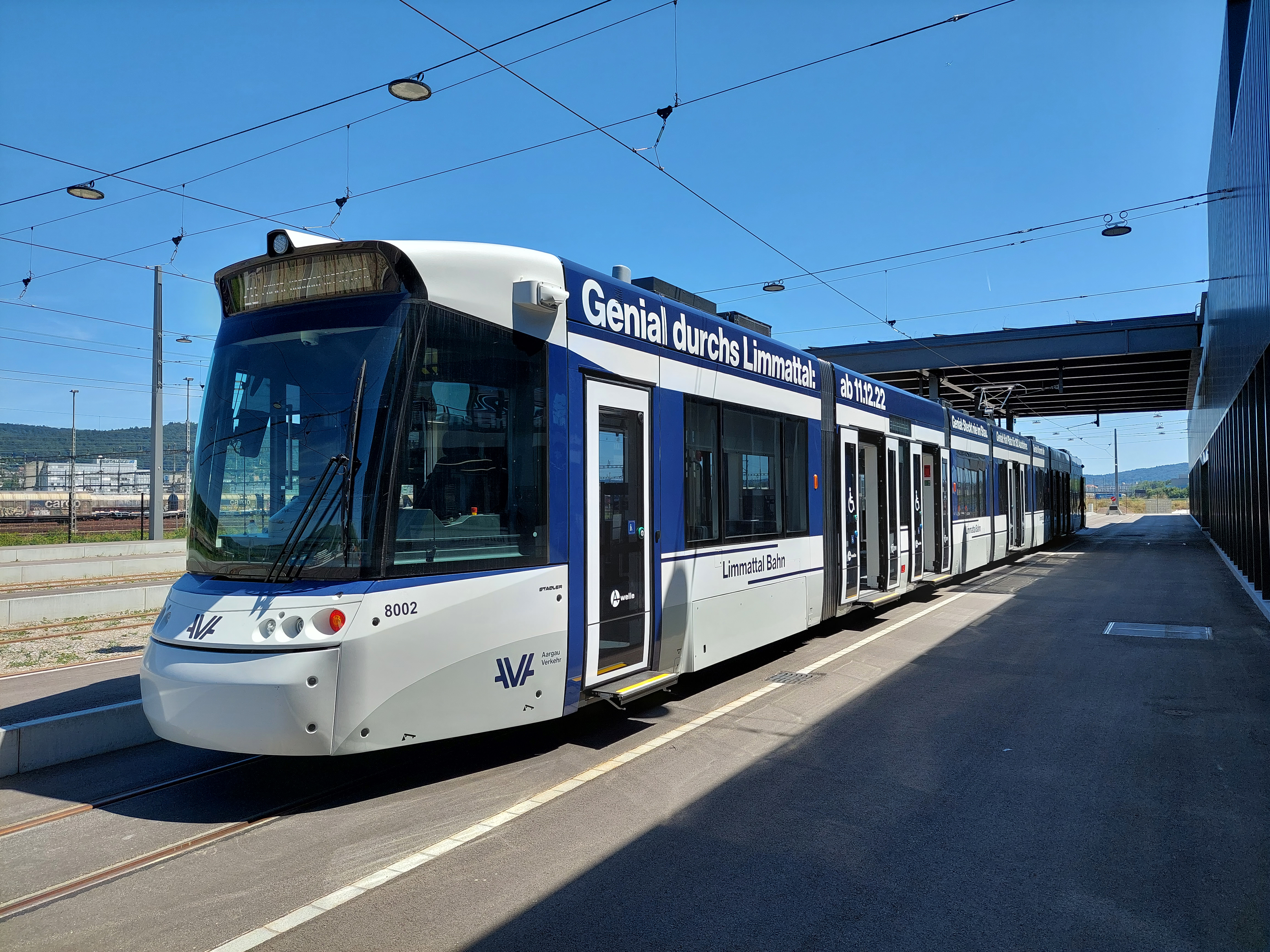
TramLink 8002 au dépôt de Müsli (juillet 2022)

Une commande conjointe avec Baselland Transport a été passée avec Stadler Rail pour la fourniture de huit nouveaux véhicules de type Tramlink à double extrémité de 45 mètres de long, avec une option pour huit autres machines. La livrée est grise et blanche avec une large bande bleue au niveau des fenêtres. Elles seront équipées du système de sécurité des trains ZSI 127. Les voies dans le bâtiment de service du futur dépôt de Müsli à Dietikon n'ayant pas de ligne électrique aérienne, les véhicules sont équipés d'accumulateurs.
Le 23 mars 2022, le premier de la flotte de Tramlink sur 7, (Be 6/8 "Rubin", N° 8001), a été livré à la compagnie Aargau Verkehr, en provenance de l'usine de Valence en Espagne,. Ces véhicules possèdent deux possibilités de courant de circulation, l'un à 600 V CC pour le réseau et 1200 V CC à Dietikon.